# مراسم زن‌های دیوانه
مراسم زن‌های دیوانه یا رقص زنان دیوانه (به فرانسوی: Le Bal des folles) یک فیلم دلهره‌آور فرانسوی محصول سال ۲۰۲۱ به کارگردانی ملانی لوران است. فیلم‌نامه این فیلم توسط لوران و کریستوف دلوند بر اساس رمانی با همین نام و به قلم ویکتوریا ماس به رشته تحریر درآمده‌است. نخستین نمایش فیلم در تاریخ ۱۲ سپتامبر ۲۰۲۱، و در طی جشنواره بین‌المللی فیلم تورنتو سال ۲۰۲۱ بود، و سپس در ۱۷ سپتامبر ۲۰۲۱، توسط آمازون استودیوز منتشر شد.

## داستان
دختری جوان به نام اوژنی توانایی دیدن مردگان را دارد، هنگامی که خانواده‌اش این راز را می‌فهمند با این پندار نادرست که اوژنی دیوانه شده‌است او را به بیمارستان پیتیه-سالپتریر می‌برند که توسط پروفسور برجسته ژان-مارتن شارکو اداره می‌شود…

## بازیگران
- ملانی لوران
- لو دو لاژ / اوژنی
- امانوئل برکو
- مارتین شوالیه
- بنجامین ویسین
- سدریک خان
- گرگور بانت[۲][۳][۴]
- آندره مارکن

## تولید
فیلم‌برداری اصلی در نوامبر سال ۲۰۲۰ آغاز شد.